# Campionato del mondo di hockey su slittino 2015
L'8º campionato del mondo di hockey su slittino di gruppo A si è tenuto a Buffalo, negli Stati Uniti d'America, tra il 21 aprile ed il 2 maggio 2015. Il gruppo B si è invece disputato ad Östersund, in Svezia, dal 15 al 21 marzo 2015.

## Partecipanti e regolamento
Come previsto dal nuovo regolamento, vi hanno preso parte le squadre campioni paralimpica e mondiale in carica (rispettivamente, Stati Uniti e Canada) le squadre classificate classificate dal 2º al 6º posto a Sochi 2014, e le prime due classificate del mondiale di gruppo B 2013; Le squadre sono suddivise in due gironi da quattro:
Girone A:
 Canada (campioni mondiali in carica)

 Norvegia

 Rep. Ceca

 Giappone  (2ª classificata mondiale B 2013)
Girone B:
 Stati Uniti (campioni paralimpici in carica e paese ospitante)

 Italia

 Russia

 Germania (1ª classificata mondiale B 2012)
Le prime due classificate di ogni girone si sono qualificate per le semifinali, le ultime due per le semifinali dei play-out.
Le due squadre sconfitte in semifinale dei play-out sono retrocesse nel mondiale di gruppo B 2017.

## Gironi

### Girone A
| Buffalo 26 aprile 2015, ore 9.30 ET | Rep. Ceca | 1 – 3 (1:0; 0:3; 0:0) referto | Norvegia | Harborcenter Rink One |

| Buffalo 26 aprile 2015, ore 13.00 ET | Canada | 17 – 0 (12:0; 3:0; 2:0) referto | Giappone | Harborcenter Rink One |

| Buffalo 27 aprile 2015, ore 9.30 ET | Rep. Ceca | 2 – 1 (0:0; 1:0; 1:1) referto | Giappone | Harborcenter Rink One |

| Buffalo 27 aprile 2015, ore 13.00 ET | Canada | 5 – 0 (3:0; 1:0; 1:0) referto | Norvegia | Harborcenter Rink One |

| Buffalo 29 aprile 2015, ore 17.30 ET | Canada | 2 – 0 (1:0; 0:0; 1:0) referto | Rep. Ceca | Harborcenter Rink One |

| Buffalo 29 aprile 2015, ore 21.00 ET | Norvegia | 5 – 0 (0:0; 3:0; 2:0) referto | Giappone | Harborcenter Rink One |

#### Classifica
| Pos. | Squadra   | Pt. | PG | V | VOT | POT | P | GF | GS |
| ---- | --------- | --- | -- | - | --- | --- | - | -- | -- |
| 1.   | Canada    | 9   | 3  | 3 | 0   | 0   | 0 | 24 | 0  |
| 2.   | Norvegia  | 6   | 3  | 2 | 0   | 0   | 1 | 8  | 6  |
| 3.   | Rep. Ceca | 3   | 3  | 1 | 0   | 0   | 2 | 3  | 6  |
| 4.   | Giappone  | 0   | 3  | 0 | 0   | 0   | 3 | 1  | 24 |

### Girone B
| Buffalo 26 aprile 2015, ore 16.30 ET | Italia | 1 – 0 (1:0; 0:0; 0:0) referto | Germania | Harborcenter Rink One |

| Buffalo 26 aprile 2015, ore 20.00 ET | Stati Uniti | 6 – 1 (1:0; 2:1; 3:0) referto | Russia | Harborcenter Rink One |

| Buffalo 27 aprile 2015, ore 16.30 ET | Russia | 3 – 0 (1:0; 1:0; 1:0) referto | Italia | Harborcenter Rink One |

| Buffalo 27 aprile 2015, ore 20.00 ET | Stati Uniti | 7 – 0 (4:0; 3:0; 0:0) referto | Germania | Harborcenter Rink One |

| Buffalo 29 aprile 2015, ore 10.30 ET | Russia | 10 – 0 (3:0; 4:0; 3:0) referto | Germania | Harborcenter Rink One |

| Buffalo 29 aprile 2015, ore 14.00 ET | Stati Uniti | 7 – 0 (1:0; 2:0; 4:0) referto | Italia | Harborcenter Rink One |

#### Classifica
| Pos. | Squadra     | Pt. | PG | V | VOT | POT | P | GF | GS |
| ---- | ----------- | --- | -- | - | --- | --- | - | -- | -- |
| 1.   | Stati Uniti | 9   | 3  | 3 | 0   | 0   | 0 | 20 | 1  |
| 2.   | Russia      | 6   | 3  | 2 | 0   | 0   | 1 | 14 | 6  |
| 3.   | Italia      | 3   | 3  | 1 | 0   | 0   | 2 | 1  | 10 |
| 4.   | Germania    | 0   | 3  | 0 | 0   | 0   | 3 | 0  | 18 |

## Seconda fase

### Play-out

#### Tabellone
|  | Semifinali 5º posto | Semifinali 5º posto | Semifinali 5º posto |        |          | Finale 5º posto | Finale 5º posto | Finale 5º posto |  |
|  |                     |                     |                     |        |          |                 |                 |                 |  |
|  | Rep. Ceca           | Rep. Ceca           | 0                   |        |          |                 |                 |                 |  |
|  | Rep. Ceca           | Rep. Ceca           | 0                   |        |          |                 |                 |                 |  |
|  | Germania            | Germania            | 1                   |        |          |                 |                 |                 |  |
|  | Germania            | Germania            | 1                   |        | Germania | Germania        | 2               |                 |  |
|  |                     |                     |                     |        | Germania | Germania        | 2               |                 |  |
|  |                     |                     | Italia              | Italia | 4        |                 |                 |                 |  |
|  | Italia              | Italia              | Italia              | Italia | 4        | 5               |                 |                 |  |
|  | Italia              | Italia              |                     |        |          | 5               |                 |                 |  |
|  | Giappone            | Giappone            | 1                   |        |          | Finale 7º posto | Finale 7º posto | Finale 7º posto |  |
|  | Giappone            | Giappone            | 1                   |        |          |                 |                 |                 |  |
|  |                     |                     |                     |        |          |                 |                 |                 |  |
|  |                     |                     |                     |        |          | Rep. Ceca       | Rep. Ceca       | 5               |  |
|  |                     |                     |                     |        |          | Rep. Ceca       | Rep. Ceca       | 5               |  |
|  |                     |                     |                     |        |          | Giappone        | Giappone        | 1               |  |

Legenda: †: incontro terminato ai tempi supplementari; ‡: incontro terminato ai tiri di rigore

##### Semifinali 5º posto
| Buffalo 30 aprile 2015, ore 16.30 ET | Rep. Ceca | 0 – 1 (0:0; 0:1; 0:0) referto | Germania | Harborcenter Rink One |

| Buffalo 30 aprile 2015, ore 20.00 ET | Italia | 5 – 1 (2:0; 1:1; 2:0) referto | Giappone | Harborcenter Rink One |

#### Finale 7º posto
| Buffalo 2 maggio 2015, ore 16.30 ET | Rep. Ceca | 5 – 1 (4:0; 0:0; 1:1) referto | Giappone | Harborcenter Rink One |

#### Finale 5º posto
| Buffalo 2 maggio 2015, ore 20.00 ET | Germania | 2 – 4 (0:2; 1:2; 1:0) referto | Italia | Harborcenter Rink One |

### Play-off

#### Tabellone
|  | Semifinali  | Semifinali  | Semifinali |        |             | Finale          | Finale          | Finale          |  |
|  |             |             |            |        |             |                 |                 |                 |  |
|  | Canada      | Canada      | 3          |        |             |                 |                 |                 |  |
|  | Canada      | Canada      | 3          |        |             |                 |                 |                 |  |
|  | Russia      | Russia      | 2          |        |             |                 |                 |                 |  |
|  | Russia      | Russia      | 2          |        | Stati Uniti | Stati Uniti     | 3               |                 |  |
|  |             |             |            |        | Stati Uniti | Stati Uniti     | 3               |                 |  |
|  |             |             | Canada     | Canada | 0           |                 |                 |                 |  |
|  | Stati Uniti | Stati Uniti | Canada     | Canada | 0           | 6               |                 |                 |  |
|  | Stati Uniti | Stati Uniti |            |        |             | 6               |                 |                 |  |
|  | Norvegia    | Norvegia    | 0          |        |             | Finale 3º posto | Finale 3º posto | Finale 3º posto |  |
|  | Norvegia    | Norvegia    | 0          |        |             |                 |                 |                 |  |
|  |             |             |            |        |             |                 |                 |                 |  |
|  |             |             |            |        |             | Russia          | Russia          | 2†              |  |
|  |             |             |            |        |             | Russia          | Russia          | 2†              |  |
|  |             |             |            |        |             | Norvegia        | Norvegia        | 1               |  |

Legenda: †: incontro terminato ai tempi supplementari; ‡: incontro terminato ai tiri di rigore

#### Semifinali
| Buffalo 1º maggio 2015, ore 16.30 ET | Canada | 3 – 2 (0:1; 2:0; 1:1) referto | Russia | Harborcenter Rink One |

| Buffalo 1 maggio 2015, ore 20.00 ET | Stati Uniti | 6 – 0 (2:0; 3:0; 1:0) referto | Norvegia | Harborcenter Rink One |

#### Finale 3º posto
| Buffalo 3 maggio 2015, ore 11.00 ET | Russia | 2 – 1 (d.t.s.) (1:0; 0:1; 0:0; 1:0) referto | Norvegia | Harborcenter Rink One |

#### Finale
| Buffalo 3 maggio 2015, ore 14.30 ET | Canada | 0 – 3 (0:0; 0:0; 0:3) referto | Stati Uniti | Harborcenter Rink One |

## Classifica finale
| Pos | Squadra         |
| --- | --------------- |
| 1   | USA             |
| 2   | Canada          |
| 3   | Russia          |
| 4   | Norvegia        |
| 5   | Italia          |
| 6   | Germania        |
| 7   | Repubblica Ceca |
| 8   | Giappone        |

La nazionale degli Stati Uniti vince il suo terzo titolo mondiale. La Rep. Ceca ed il Giappone retrocedono nel mondiale di gruppo B.